# 巴拉湾岛
巴拉湾岛是新加坡圣淘沙岛以南的一座小岛。新加坡圣淘沙发展局宣称该岛为亚洲大陆最南端，但这存在争议，因为该岛被指并不是亚洲大陆的一部分。

## 历史
巴拉湾岛原为一个名叫“巴拉湾礁”的珊瑚礁，经填海造地扩建为一座小岛并改为现称，该岛现面积0.4公顷，与位于新加坡西南海岸一侧的比奥拉岛面积相似。